# 林森路 (霧峰區)
林森路 為臺灣臺中市霧峰區重要道路之一，屬於省道臺三線的一部分。大致呈南—北向，北於國立霧峰農工前接中正路，南於臺灣省議會紀念園區、立法院中部辦公室入口前連中正路，是霧峰市區的外環道路，全長約2.3公里。南端因鄰近中正路上國道三號霧峰交流道，平日交通尖峰亦是大里及太平居民聯絡國道三號的主要平面道路。

目前速限調降至60。
人行道路樹多為台灣欒樹，但部分遭沿線住戶破壞或砍除。
全線均有3米人行道(淨寬約2米)，僅神農大帝廟前約30公尺長度無人行道，因早期舊廟設立時道路尚未開闢，且此佔用區域土地未徵收，多數路段於2006、2007完成更新，唯目前已多處損壞遭到佔用。

## 車道數
雙向四車道，並配置機車道；設置中央安全島。

## 本道路客運
臺中市市區公車
目前林森路僅有四座站牌，由北至南分別為：聖賢宮、林森育賢路口、林森福新路口、林森中正路口
- 本表更新時間為2022年1月27日。

| 編號    | 業者       | 路線區間                | 備註                           |
| 59      | 統聯客運   | 舊社公園－舊正          |                                |
| 108     | 台中客運   | 港尾－南開科技大學校區  | 經亞洲大學                     |
| 151     | 中台灣客運 | 台中市議會—朝陽科技大學 | 經高鐵臺中站、亞洲大學         |
| 243     | 四方客運   | 東山高中－亞洲大學      |                                |
|         |            |                         |                                |
| 200跳蛙 | 台中客運   | 亞大醫院－台中女中      | 行經，但未設站                 |
| 245     | 四方客運   | 大肚車站－亞大醫院      | 未設站，於林森福新路口站牌迴轉 |
| 綠3     | 統聯客運   | 省議會－台中市議會      | 未設站，於林森福新路口站牌迴轉 |
| 1831A   | 國光客運   | 台北－南投              | 行經，但未設站                 |
| 6322    | 總達客運   | 台中－水里              | 行經，但未設站                 |

## 沿線設施
（由北到南）
中正路
- 臺中市立霧峰農工高級中等學校
- 霧峰黃昏市場

草湖路
- 聖賢橋
- 聖賢宮
- 臺中市警察局霧峰分局交通分隊

四德路、霧峰樹仁商圈
- 林森橋
- 福新路
- 林蘭生慈善基金會
- 麥當勞霧峰餐廳
- 7-11(吉泰來門市)
- 臺灣省諮議會紀念園區（立法院中部辦公室、議政博物館）

中正路

## 臺中捷運橘線計畫
目前規畫中的臺中捷運橘線，初步主線南段行經霧峰區路線，即大致與林森路吻合。